# Air Policing Island
Air Policing Island (englisch Icelandic Air Policing) war die ursprüngliche Bezeichnung einer NATO-Mission zur Überwachung und zum Schutz des Luftraums von Island. Seit 2013 bilden an Stelle des Air Policing ganz allgemein Übungsflüge das primäre Ziel der Verlegungen. Der heutige Name der Mission lautet  Airborne Surveillance and Interception Capabilities als Beitrag zu Islands Peacetime Preparedness Needs (ASIC IPPN), in etwa „Luftgestützte Überwachungs- und Abfangfähigkeiten“ im Rahmen der „isländischen Bereitschaftanforderungen in Friedenszeiten“.

## Beschreibung

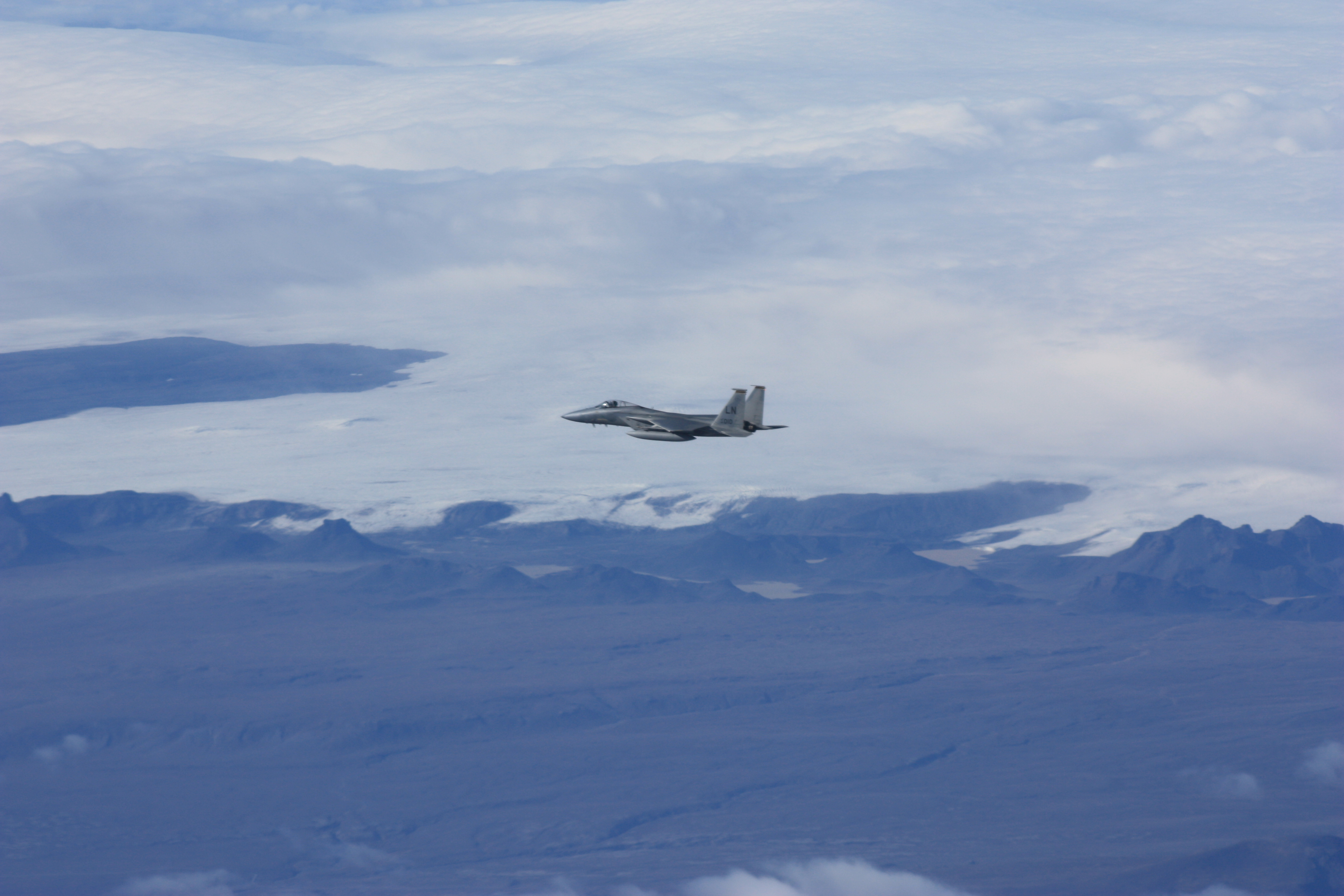
Eine F-15 über Island (September 2010)

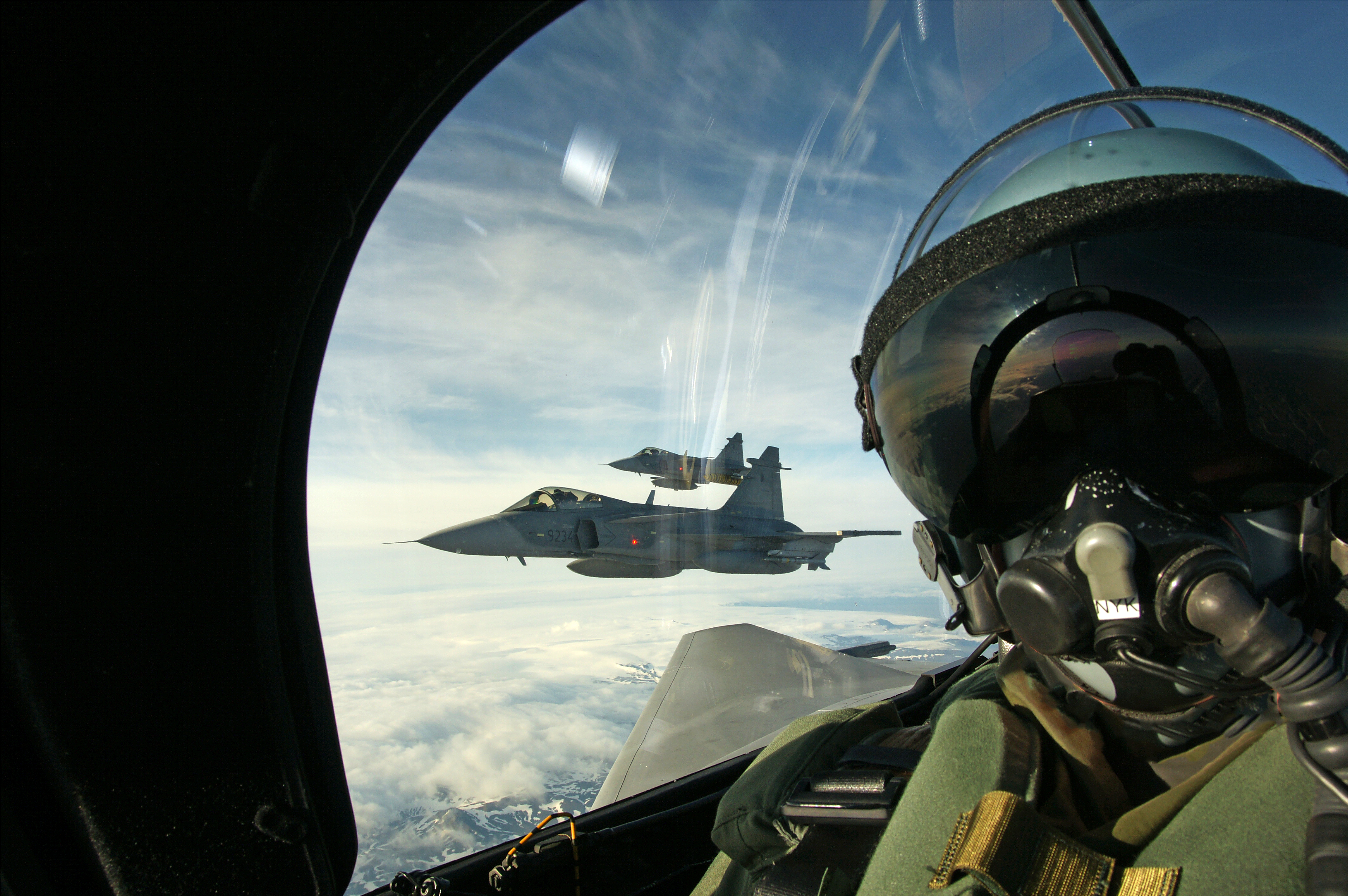
Tschechischer Pilot während Air Policing Island, JAS 39 Gripen

Island verfügt zwar über ein Control and Reporting Center (CRC) und erstellt permanent ein Luftlagebild für das Land; die Überwachung und Sicherung des Luftraums übernehmen aber andere NATO-Mitglieder, da Island nicht in der Lage ist, fliegende Sichtidentifikation durchzuführen oder die Lufthoheit (zum Beispiel durch Abfangen oder Abdrängen) selbst durchzusetzen.
Bis September 2006 nahm die United States Air Force die Luftpolizeiaufgabe wahr. Nach deren Abzug kam es zu mehrmaligem Eindringen russischer Militärflugzeuge. Daraufhin forderte die isländische Regierung von den NATO-Partnern Unterstützung in Form regelmäßiger Entsendungen von Kampfflugzeugen nach Island. Die erste Entsendung erfolgte im Mai 2008, Jagdflugzeuge sind dann auf der Keflavík Air Base im Südwesten von Island stationiert.
Im Gegensatz zum Air Policing Baltikum, die auf einer permanenten Präsenz von NATO-Jagdflugzeugen in Šiauliai (Litauen) beruht, forderte die isländische Regierung keine ständige NATO-Präsenz in Keflavík. Stattdessen gab es anfangs durchschnittlich drei Entsendungen pro Jahr, jede von etwa zwei bis drei Wochen Dauer. Die erste Stationierung von NATO-Jagdflugzeugen begann am 5. Mai 2008, als vier französische Mirage 2000 ihre Patrouillen über Island flogen. Die Düsenjäger kehrten am 30. Juni zurück nach Frankreich. Eine geplante Entsendung von vier britischen Eurofighter Typhoon F2 scheiterte im Dezember 2008 an einem politischen Konflikt zwischen Island und Großbritannien. Auch Polen sagte 2010 einen geplanten Beitrag mit seinen F-16 zur Alarmrotte aufgrund der Folgen der Finanzkrise ab. Kampfflugzeuge, die in Island stationiert werden, werden von Boeing-E-3-Sentry-AWACS-Flugzeugen der NATO unterstützt, die die isländische Luftraumüberwachungsbehörde ergänzen.

## Kontingente
| Datum                                   | Land / Streitkräfte                         | Flugzeugtyp               |
| --------------------------------------- | ------------------------------------------- | ------------------------- |
| 5. Mai bis 30. Juni 2008                | Armée de l’air                              | Mirage 2000C              |
| September 2008                          | United States Air Force                     | F-15C Eagle               |
| 8. bis 29. März 2010                    | Flyvevåbnet                                 | F-16A MLU Fighting Falcon |
| 1. bis 25. Juni 2010                    | Luftwaffe                                   | F-4F Phantom II (JG71)    |
| 6. bis 24. September 2010               | United States Air Force                     | F-15C Eagle               |
| 28. März bis 30. April 2011             | Canadian Forces Air Command                 | CF-18 Hornet              |
| 8. bis 28. März 2012                    | Luftwaffe                                   | F-4F Phantom II (JG71)    |
| 7. August bis 20. September 2012        | Força Aérea Portuguesa                      | F-16A MLU Fighting Falcon |
| 18. März bis 28. April 2013             | Royal Canadian Air Force                    | CF-18 Hornet              |
| 10. Juni bis 8. Juli 2013               | Aeronautica Militare                        | F-2000A Typhoon           |
| 3. bis 21. Februar 2014                 | Luftforsvaret                               | F-16AM Fighting Falcon    |
| 16. Mai bis 6. Juni 2014                | United States Air Force                     | F-15C Eagle               |
| 10. Oktober bis 3. Dezember 2014        | Tschechische Luftstreitkräfte               | JAS 39C/D Gripen          |
| 13. April bis 20. Mai 2015              | United States Air Force                     | F-15C Eagle               |
| 20. Juli bis 29. August 2015            | Tschechische Luftstreitkräfte               | JAS 39C/D Gripen          |
| 31. August bis 2. Oktober 2015          | Flyvevåbnet                                 | F-16 Fighting Falcon      |
| 4. bis 28. April 2016                   | Air National Guard                          | F-15C Eagle               |
| 30. Mai 2016 bis ca. 30. Juni 2016      | Luftforsvaret                               | F-16AM Fighting Falcon    |
| 29. September bis Anfang November 2016  | Tschechische Luftstreitkräfte               | JAS-39C/D Gripen          |
| 17. März bis Mitte April 2017           | Aeronautica Militare                        | F-2000A Typhoon           |
| 11. April bis Ende April 2018           | Flyvevåbnet                                 | F-16 Fighting Falcon      |
| 6. August bis September ?? 2018         | United States Air Force                     | F-15C Eagle               |
| 18. März bis April 2019                 | Aeronautica Militare                        | F-2000A Typhoon           |
| August 2019                             | United States Air Force                     | F-16C Fighting Falcon     |
| 2. Oktober bis 12. November 2019        | Aeronautica Militare                        | F-35A Lightning II        |
| 14. November bis 10. Dezember 2019      | Royal Air Force                             | Typhoon FGR.4             |
| 21. Februar bis März 2020               | Luftforsvaret                               | F-35A Lightning II        |
| 9. Juni bis Juli 2020                   | Aeronautica Militare                        | F-35A Lightning II        |
| 8. Oktober 2020 bis 29. Oktober 2020    | United States Air Force                     | F-15C Eagle               |
| 22. Februar bis 5. März 2021            | Luftforsvaret                               | F-35A Lightning II        |
| 7. Juli 2021 bis 3. August 2021         | United States Air Force                     | F-15C Eagle               |
| 5. August bis 10. Oktober 2021          | Luftstreitkräfte der Republik Polen         | F-16A MLU Fighting Falcon |
| 1. Februar bis 31. März 2022            | Força Aérea Portuguesa                      | F-16C Fighting Falcon     |
| 30. April bis 4. Juli 2022              | Aeronautica Militare                        | F-35A Lightning II        |
| 20. Januar bis 9. Februar 2023          | Luftforsvaret                               | F-35A Lightning II        |
| 22. Oktober bis 12. November 2023       | United States Air Force                     | F-16 Fighting Falcon      |
| 15. Januar bis Anfang Februar 2024      | Luftforsvaret                               | F-35A Lightning II        |
| 7. Juni 2024 bis zweite Junihälfte 2024 | United States Air Force                     | F-15E Eagle               |
| 9. August 2024 bis 2. September 2024    | Royal Air Force                             | F-35B Lightning II        |
| 24. Januar bis 28. Februar 2025         | Luftstreitkräfte Finnlands                  | F/A-18C/D Hornet          |
| 22. Mai bis Ende Juni 2025              | Luftstreitkräfte der Tschechischen Republik | JAS 39C/D Gripen          |
| ab 1. August 2025                       | Ejército del Aire y del Espacio             | C-15 Hornet               |

Neben dem NATO-Mitglied Norwegen als Führungsnation unterstützten 2014 Schweden und Finnland, seinerzeit noch als neutrale Staaten, mit JAS-39C/D Gripen bzw. F/A-18 C/D den somit trinationalen, nordischen Einsatz unter dem Namen Iceland Air Meet 2014 im Rahmen der Peacetime Preparedness Needs.